# Kozjak nad Pesnico
Kozjak nad Pesnico – wieś w Słowenii, w gminie Kungota. 1 stycznia 2018 liczyła 553 mieszkańców.